# Ядранская площадь (Риека)
Ядранская площадь (хорв. Jadranski trg), хорваты называют Адриатическое море Ядранским морем, или по-итальянски Адриатическая площадь (итал. Adriatico piazza), — площадь в городе Риека, Хорватия. Такое название площадь получила после освобождения во время Второй мировой войны в 1945 году, а ранее она носила другие названия: Площадь Елизаветы (1850—1854), Площадь императрицы Елизаветы (1854—1924), Площадь Королевы Елены (1924—1945 или немногим позже).

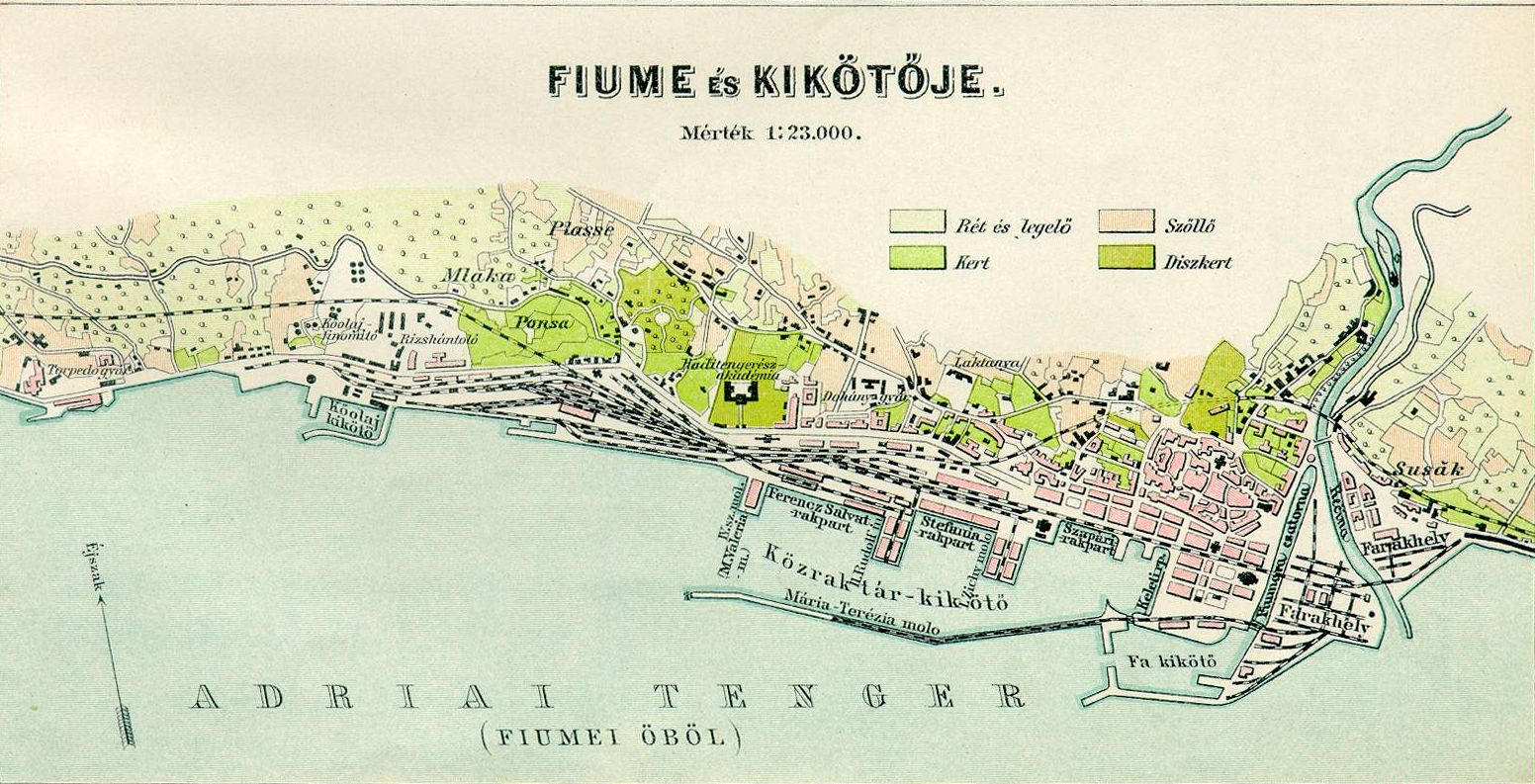
Карта города Фиуме около 1890 года. Здесь отображены Старый Губернаторский дворец и парк между ним и набережной.

## Парк у Старого Губернаторского дворца
Один из старейших парков Риеки был парк перед Старым Губернаторским дворцом. Дворец был построен на месте сегодняшней Адриатической площади, а парк прямо от дворца выходил на море. То есть парк с южной стороны дворца, между дворцом и морем. Дворец и парк спроектировал инженер Антон Гнамб (хорв. Anton Gnamb) в 1780 году, поэтому этот дворец называют также Губернаторским дворцом Гнамба.

На фото 1891 года, вид Риеки с Трсата, виден Старый Губернаторский дворец Гнамба.

## Парк и площадь имени императрицы Елизаветы
С 1850 года парку дали название парк Елизаветы, в честь невесты императора Австрии Франца Иосифа I Елизаветы Баварской. 23 апреля 1854 года они поженились и парк стали называть парком Императрицы Елизаветы.
Во второй половине XIX века город Фиуме, так тогда называли Риеку, развивался большими темпами.
Первые организованные линии по перевозке вагонами в Риеке начались еще в 1874 году, но использовали паровозы. Начало транспортных перевозок электрическими вагонами (трамваями) считается с 7 ноября 1899 года, когда, с введением электрического трамвая, вагоны использовали как общественный городской транспорт для пассажиров.
Выкуп земельных участков и организации строительства Дворца Ядран (Адрия) начинается с 1894 года. Дворец строят на месте парка императрицы Елизаветы.

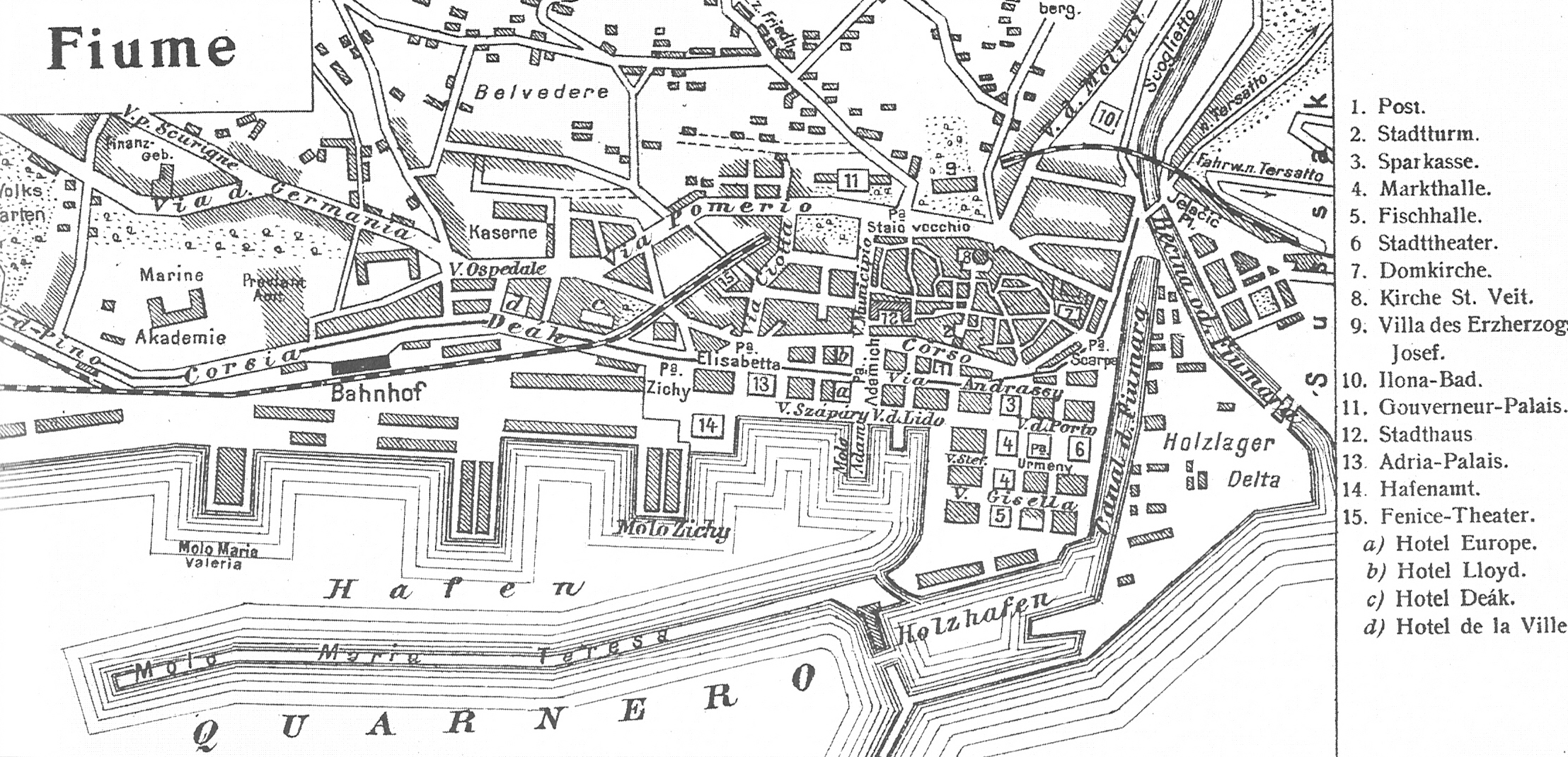
На карте города Фиуме около 1900 года указана площадь Елизаветы.

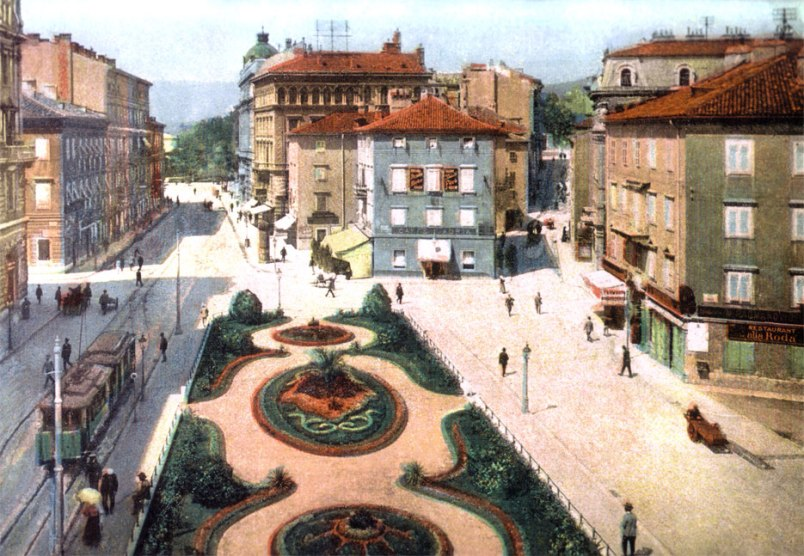
Площадь императрицы Елизаветы до 1911 года.

Старый Губернаторский дворец сносят в 1895 году и парк вновь обустраивают на том месте, где стоял ранее этот дворец и где сегодня находится Ядранская (Адриатическая) площадь. Так что новая версия парка началась именно на месте разрушенного здания.
Согласно проекту Вилмоса Фреуд, здание дворца Адриа было спроектировано архитектором города Фиуме Франческо Маттиасси (хорв. Francesco Mattiassi) и построено архитектором Джакомо Замматтио (итал. Giacomo Zammattio) (1862—1927).
Дворец Ядран (Адриа) был построен в 1897 году для головного офиса судоходной компании «Adria» (итал.: «Società Anonima di Navigazione Marittima Adria») между набережной гавани Фиуме (так тогда называли Риеку) и парком императрицы Елизаветы вновь обустроенным на месте снесённого в 1895 году Старого Губернаторского дворца. До этого парк императрицы Елизаветы располагался на месте, где построили Дворец Ядран. Компании «Adria» с венгеро-американским капиталом была основана в 1882 году. Поэтому этот дворец является символом морского влияния Риеки. Сегодня дворец открыт для посещения туристами.
Умберто Гната (хорв. Umberto Gnata) спроектировал в центре парка большой памятник с якорем военного корабля «Emanuele Filiberto», который был установлен в центре этого парка 17 ноября 1919 года с речью Д’Аннунзиева (хорв. D'Annunzijev) перед собравшимся народом.

## Парк и площадь имени королевы Елены

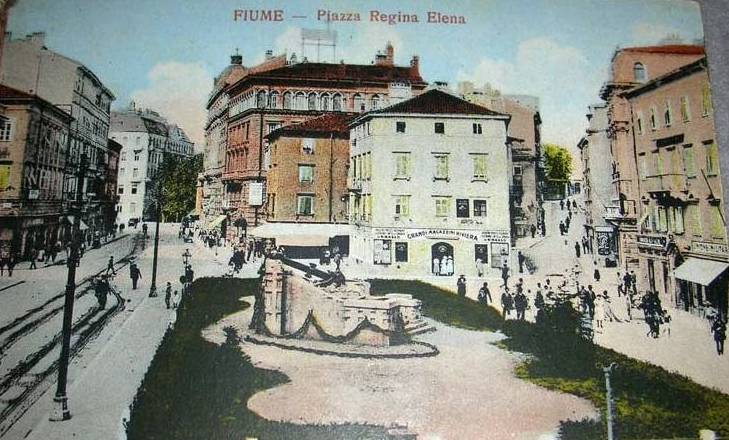
Площадь и парк королевы Елены в Фиуме (Риека) в период между 1924 и 1931 годами, сегодня на месте двух домов впереди стоит Небодёр Риеки.

27 января 1924 года Королевство Сербов, Хорватов и Словенцев и Королевство Италия подписали Римский договор, согласно которому Италия аннексировала Фиуме, тогда как Королевство Сербов, Хорватов и Словенцев получало Сушак. Парк и площадь в этом же, 1924 году, получили название площадь Королевы Елены (хорв. Regina Jelena), в честь королевы Елены Петрович Негош (1873—1952), супруги короля Италии Виктора Эммануила III.
29 июня 1931 года в городе Фиуме были введены три автобусные линий, которые связывали центр города с пригородами. На линиях использовались автобусы итальянского производства. Вскоре на каждом маршруте автобусы стали ходить каждые 20 минут с утра до вечера. Линии проходили и через площадь Королевы Елены.

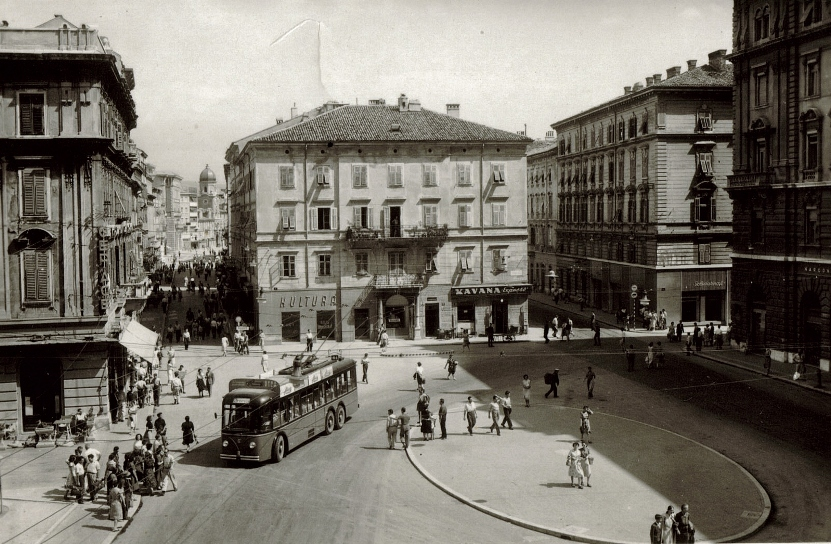
Ядранская площадь в 1959 году. Левая улица, — это Корзо. Правая улица, — улица Андрасси, затем улица Джузеппе Маззини, сегодня Адамичева улица.

В 1934 году парк и памятник сносят с целью улучшить движение дорожного транспорта через площадь.
На том месте, где сегодня стоит банк «Erste», в конце 1930-х на северной стороне площади снести четырёх-этажное здание, в котором находился банк «Ri», и впоследствии там посадили деревья и получился сквер.
В 1939 году в западной части площади Королевы Елены начали строить первый Небоскрёб в городе Фиуме по проекту сделанному самым плодовитым и известным архитектором Риеки Умберто Нордио (1891—1971). Его строили на месте двух снесённых домов, но часть этого места была отдана для увеличения площади Королевы Елены, что позволило решить проблему с движением транспорта на площади.

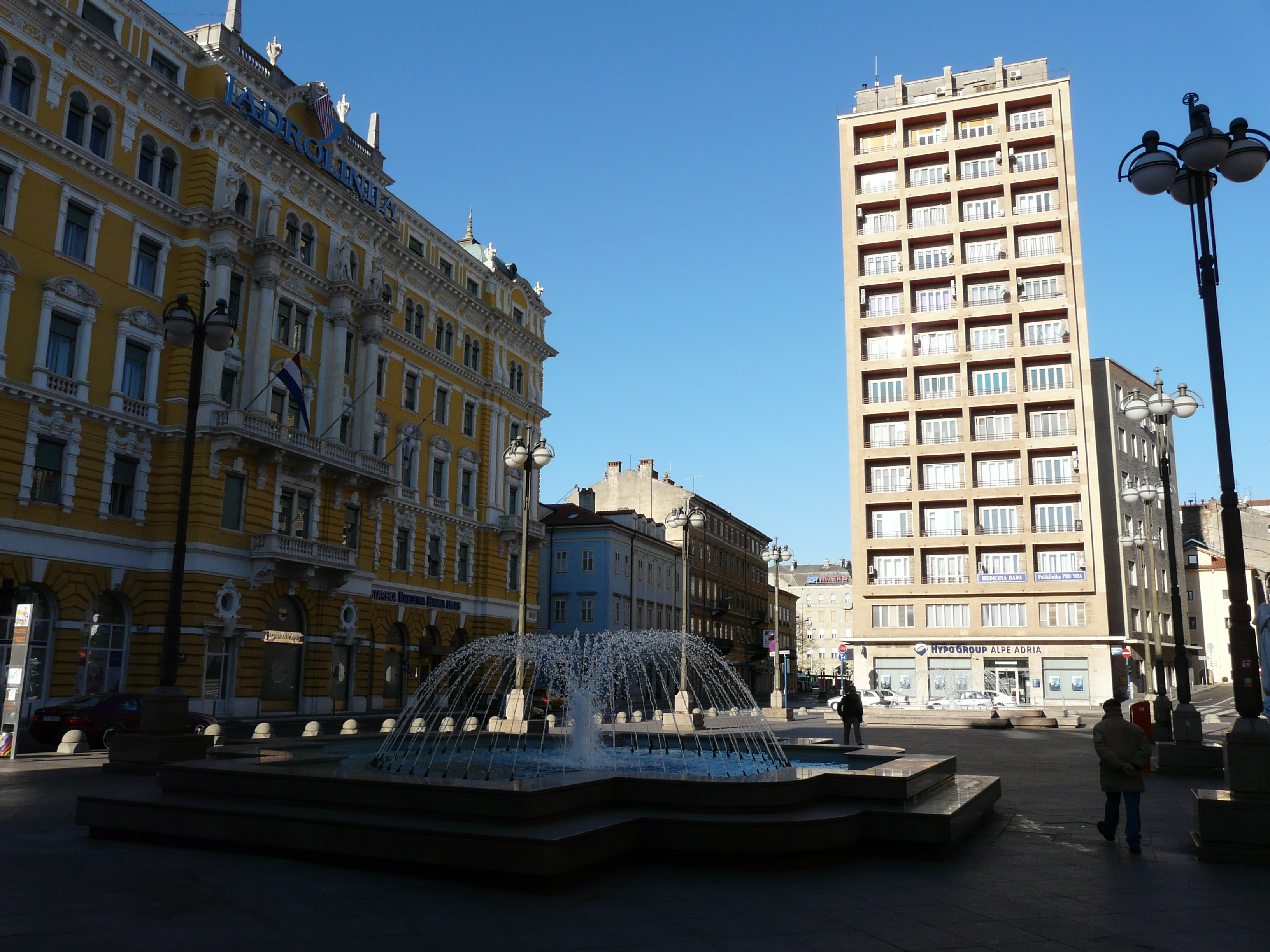
Первый Небоскрёб Фиуме (Риеки) и Дворец Адриа в феврале 2008 года.

Инвестором по одним источникам был Марко Арбори, а по другим Энрико Арбори. Поэтому с начала строительства небоскрёб получил название «Дворец Арбори». Застройщик хотел возвести жилое и коммерческое здание со своей инфраструктурой согласно американским стандартам и полагал, что инвестиции в жилую и коммерческую «башню» принесут ему хорошую прибыль.
1 апреля 1942 года завершено строительство небоскрёба «Дворец Арбори» на площади Королевы Елены.

## Ядранская (Адриатическая) площадь

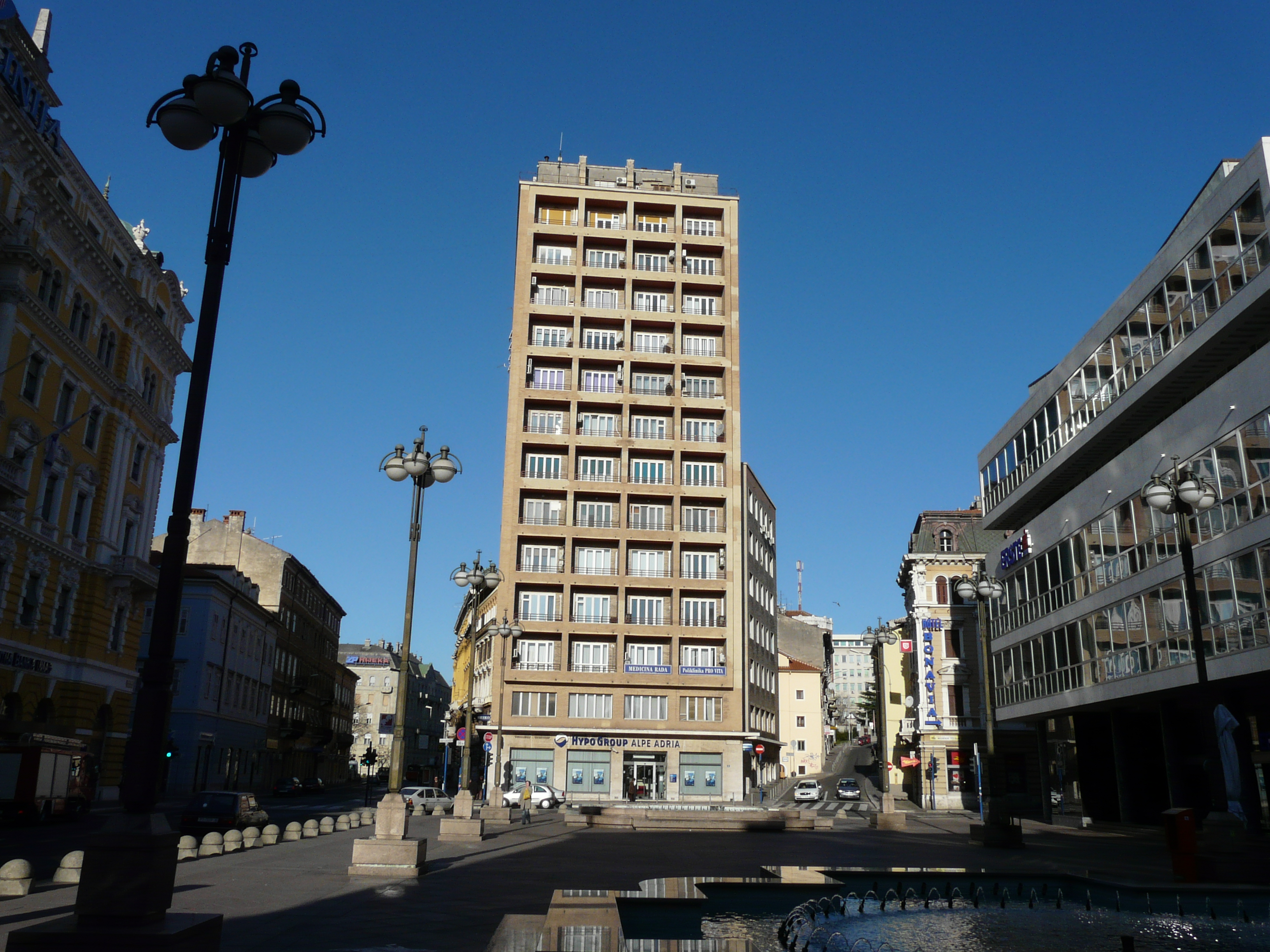
Ядранская площадь. Слева от Риечки Небодёр улица Трпимирова, а справа, — улица Циотта. Февраль 2008 г.

3 мая 1945 года город Фиуме (Риека) был освобождён частями Югославской Народной армии. Город вошёл в состав Югославии и вскоре площадь была переименована в Ядранскую площадь, по-итальянски в Адриатическую площадь.
С 27 октября 1951 года по городу Риека начали использовать троллейбусы для перевозки пассажиров. Трамваи перестали использовать в городе после 15 июня 1952 года, когда был последний рейс трамвая.

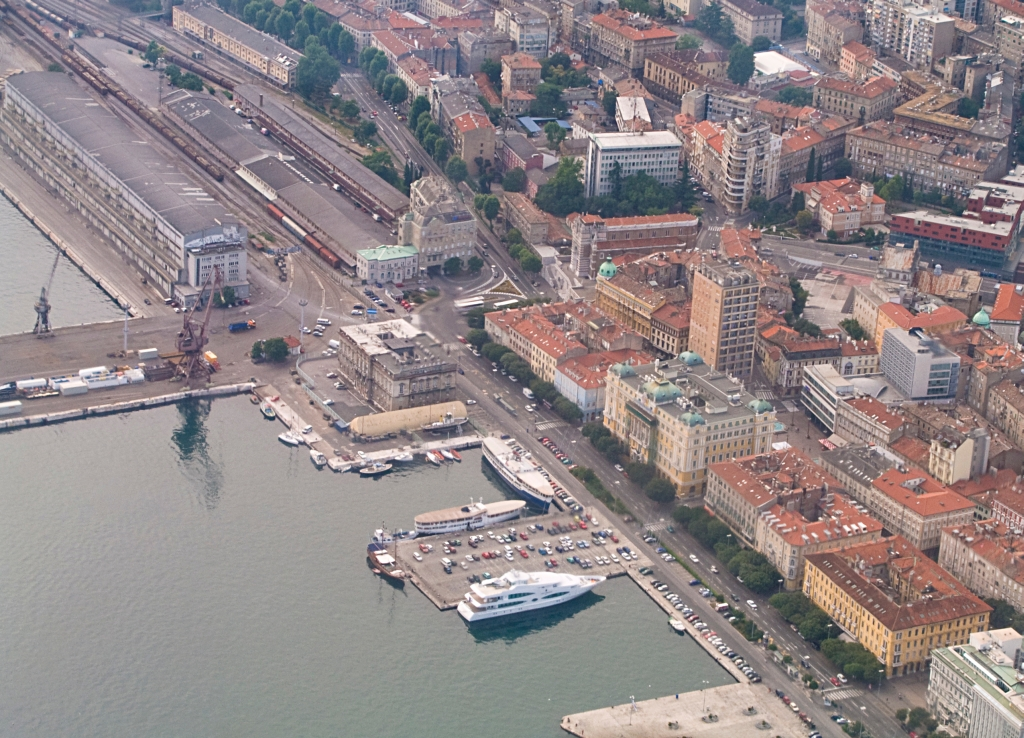
Ядранская площадь в августе 2008 года с высоты самолёта.

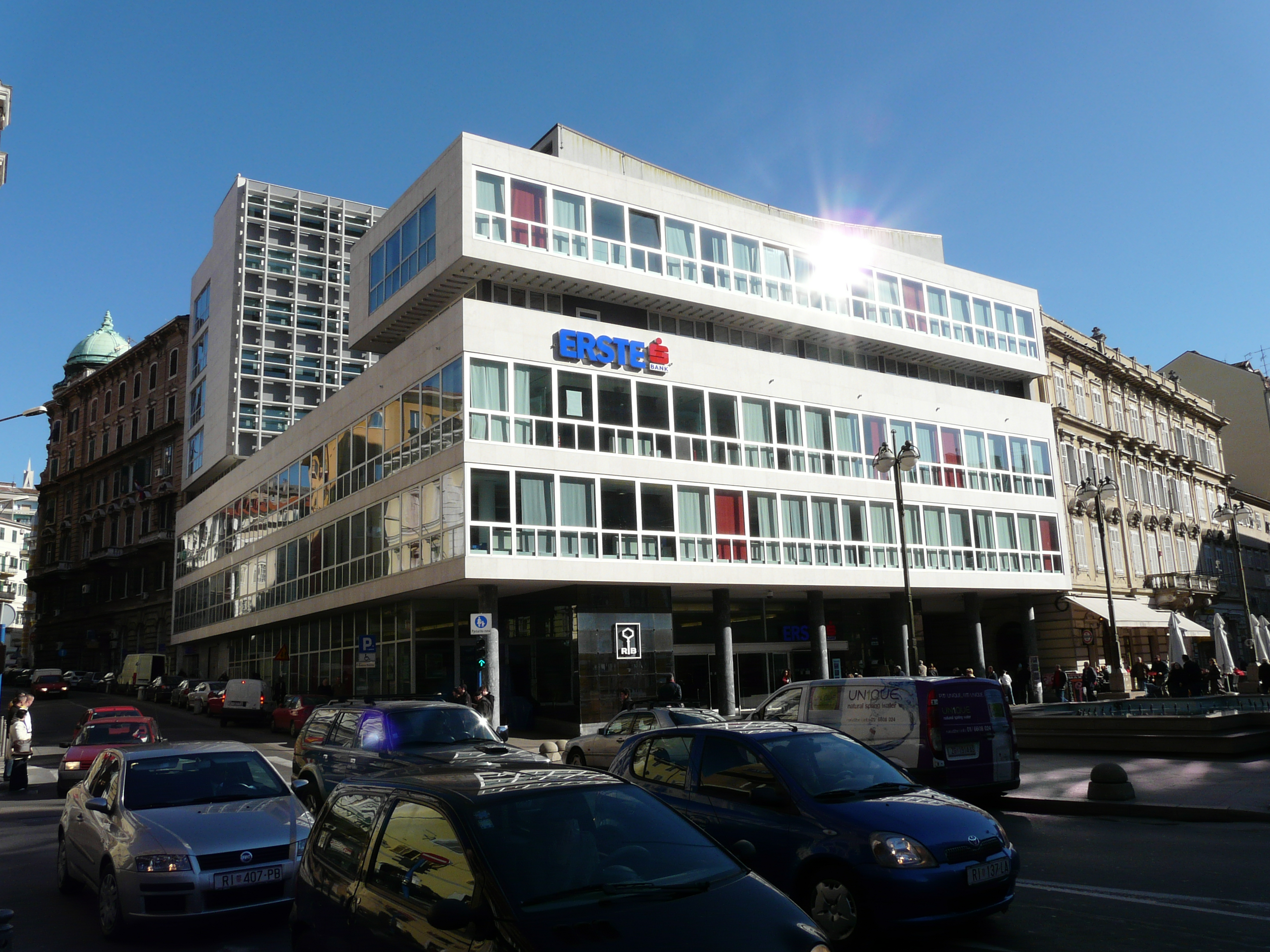
Головное здание «Erste Bank» в Риеке на Ядранской площади. Февраль 2008 г.

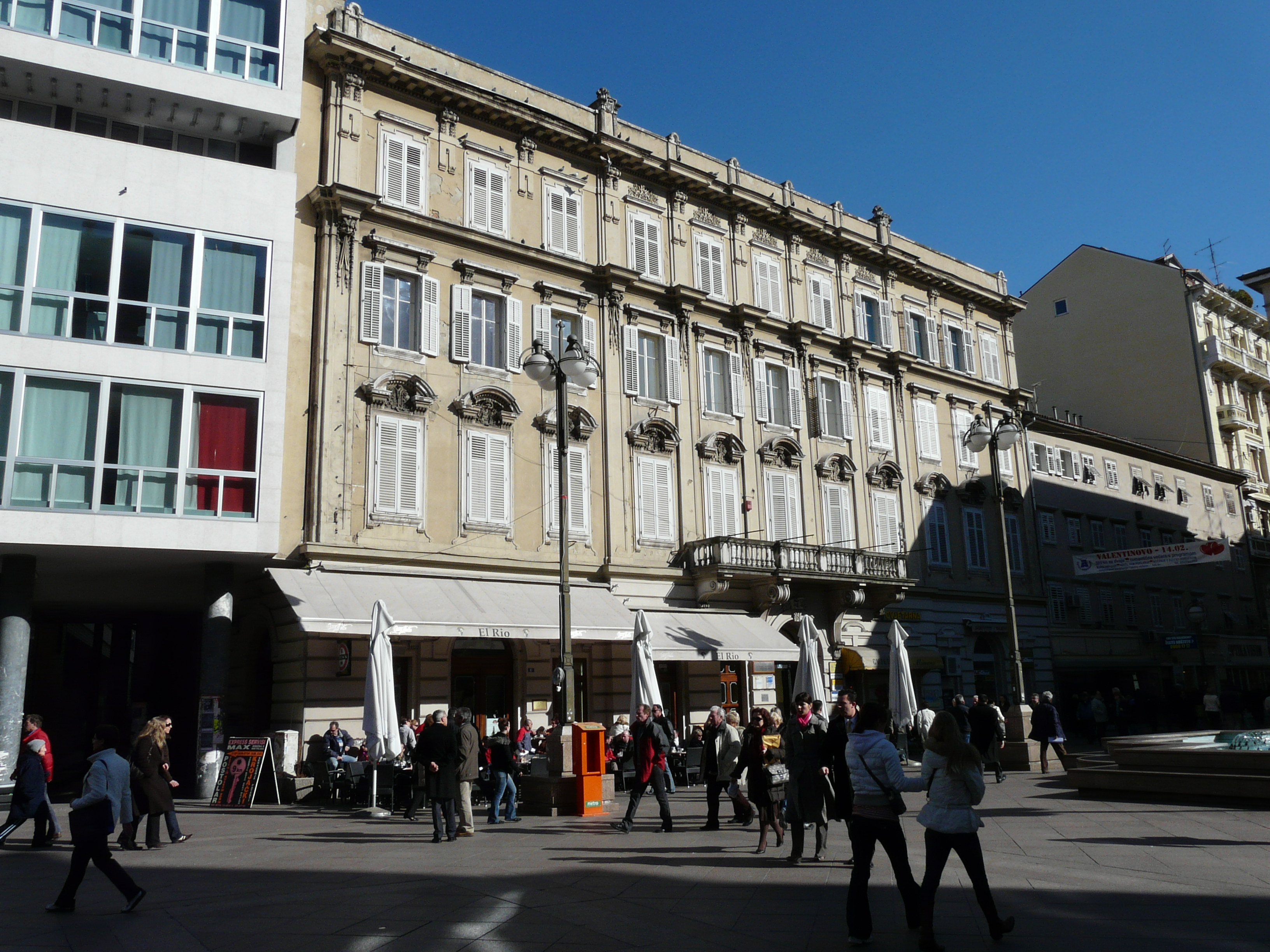
Старое здание рядом с «Erste Bank» на Ядранской площади. Февраль 2008 г.

Троллейбусы в городе Риека использовали по 16 августа 1969 года.
В 1999 году в Хорватии, вместе с «Steiermärkische Bank und Sparkassen AG», «Erste Group» последовательно приобрела контрольный пакет акций (87 %) трех небольших хорватских банков «Bjelovarska banka», «Trgovacka banka» и «Cakovecka banka», объединив их в «Erste & Steiermärkische bank». В 2002 году «Erste Group» приобрела так же 85 % акций в «Riječka banka». Слияние его с существующей операционной средой создало банк номер три на хорватском рынке с 800 000 клиентами и долей на рынке розничных депозитов почти на 13 %. Так появился «Erste Bank» в Риеке, здание которого было построено в первой половине 2000-х годов на северной стороне Ядранской площади, там где был сквер и ранее стояло здание банка «Ri».

## Улицы возле площади
Семь улиц выходят на Ядранскую площадь или берут начало от неё. В разные исторические эпохи они носили соответствующие имена, поэтому ниже указаны их названия ялиц по состоянию на 2010 год и коротко об их истории:
- Пешеходная улица Корзо.
- Адамичева улица. Во времена Социалистической Югославии была, в 1955 году точно, называлась улицей Кончарева.
- Сплитская улица.
- Задарская улица.
- Улица Трпимирова.
- Улица Циотта.
- Улица Эразма Барчича. На карте 1900 года она называлась улицей Циотта. По-видимому во времена социалистической Югославии поменяли название на улицу Эразма Бранчича, а во времена отделившейся Хорватии дали название улица Циотта соседней улице (см. выше). Известный адвокат, русский патриот и бессменный лижер хорватов в Риеке Эразм Барчич умер 06 апреля 1913 года, на 83 году жизни, (родился в Риеке 9 июня 1830 г.).[15] Вероятно что улицу переименовали в его честь после его смерти в 1913 году или позднее. Во времена отделившейся Хорватии соседней улице дали название улица Циотта (см. выше), в честь одного из губернаторов Риеки Джованни ди Циотта, так как он прослыл самым продуктивным губернатором Риеки.